# Bundesfachverband unbegleitete minderjährige Flüchtlinge
Der Bundesfachverband Minderjährigkeit und Flucht (Abkürzung: BuMF) ist ein Verband von Akteuren in Deutschland, die mit jungen Geflüchteten arbeiten. Die Organisation setzt sich auf politischer Ebene für die Belange von jungen Geflüchteten ein und bietet Hilfestellungen für Fachkräfte, ehrenamtlich Aktive und geflüchtete junge Menschen selbst.
Ziel ist es, dass diese ohne Angst, Ausgrenzung und Diskriminierung aufwachsen können und die gleichen Rechte wie alle anderen jungen Menschen erhalten. Der Arbeitsschwerpunkt liegt auf unbegleiteten minderjährigen Flüchtlingen, wobei der Verband zunehmend auch junge Geflüchtete jenseits der Volljährigkeit in den Fokus nimmt.

## Geschichte
Die Organisation wurde am 3. Oktober 1998 in München gegründet. Eines der zentralen Ziele des BuMF war die Veränderung der Unterbringung von unbegleiteten minderjährigen Geflüchteten. Diese wurden oftmals in Erwachsenenunterkünften untergebracht, in welchen es keine kindgerechte Versorgung und Betreuung gibt. Der BuMF erreichte im Oktober 2005, dass mit dem Kinder- und Jugendhilfeweiterentwicklungsgesetz (KICK) die Pflicht zur Inobhutnahme von unbegleiteten Minderjährigen gesetzlich verankert wurde. Kinder ab 16 Jahren wurden im Asylverfahren bis 2015 wie Erwachsene behandelt und mussten ohne Vormund das Verfahren durchlaufen. Im Jahr 2015 setzte die Bundesregierung eine zentrale Forderung des BuMF um und hob die Handlungsfähigkeit im Asylverfahren auf 18 Jahre an. 2018 stand bei der Organisation unter anderem die Gesundheitsversorgung von unbegleiteten minderjährigen Geflüchteten in Deutschland im Mittelpunkt, die der BumF nach wie vor als unzureichend ansieht.
2024 benannte sich der Verband von "Bundesfachverband unbegleitete minderjährige Flüchtlinge" in "Bundesfachverband Minderjährigkeit und Flucht" um.

## Arbeitsfelder

### Themenschwerpunkte
Der BuMF arbeitet auf unterschiedlichen Ebenen, wozu Vernetzung und Qualifizierung, Arbeitshilfen für die Praxis, politische Analysen, Lobbyarbeit sowie Einzelfallberatungen gehören. Thematisch beschäftigt sich der BuMF seit seiner Gründung schwerpunktmäßig mit diesen Themen:
- Abschiebung von unbegleiteten minderjährigen Flüchtlingen

- Alterseinschätzung
- Asylverfahren
- Betreuung von unbegleiteten minderjährigen Flüchtlingen durch Verwandte
- Clearingverfahren
- Familienzusammenführungen
- Volljährigkeit von jungen Geflüchteten
- Partizipationsmöglichkeiten in der Jugendhilfe
- Pflegefamilien
- Umverteilung & Inobhutnahme von unbegleiteten minderjährigen Flüchtlingen
- Vormundschaft
- Zugang zu Bildung & Arbeit für junge Geflüchtete

### Projekte
Im Jahr 2010 erschien erstmals die mit geflüchteten Jugendlichen erarbeitete Broschüre „Willkommen in Deutschland!“. Eine Gruppe von Jugendlichen erarbeitete zusammen mit Mitarbeitern des BuMF 2017 eine Neuauflage, die auch als interaktive Webapp umgesetzt wurde. Das Projekt ist eine Kooperation mit Jugendliche ohne Grenzen und möchte die Rechte von unbegleiteten minderjährigen Flüchtlingen kindgerecht in verschiedenen Sprachen darstellen. Zusätzlich erschien 2018 die Broschüre „Neu anfangen“, welche sich an junge Geflüchtete richtet, die mit ihren Eltern nach Deutschland eingereist sind.
Im September 2016 richtete der BuMF den spendenfinanzierten BuMF-Rechtshilfefonds ein. Mit dem Geld aus diesem Fonds werden Anwaltskosten für junge Geflüchtete übernommen. Unterstützt werden Klageverfahren, mündliche Verhandlungen und Verfassungsbeschwerden.
Jährlich werden vom Bundesfachverband Minderjährigkeit und Flucht mittels einer breit angelegten Umfrage Daten und Erfahrungen von Fachkräften erhoben, die mit jungen Geflüchteten arbeiten. Die Umfragen mit verschiedenen Themenschwerpunkten dienen dazu, Unzulänglichkeiten offizieller Statistiken aufzudecken und fehlende Hintergrundinformationen zu erzeugen.

### Vertretung in den Bundesländern
Der Bundesfachverband Minderjährigkeit und Flucht hat in jedem Bundesland ehrenamtliche Landeskoordinatoren. Zentrale Aufgaben sind die Vernetzung vor Ort mit anderen Mitgliedern und die Verbreitung von Informationen.

## Finanzierung und Mitgliedschaft
Der Verein finanziert sich aus Projektmitteln sowie Mitgliedsbeiträgen und Spenden. Mehr als 100 Organisationen aus ganz Deutschland, vorrangig Träger der Kinder- und Jugendhilfe, sind im Bundesfachverband unbegleitete minderjährige Flüchtlinge organisiert. Darüber hinaus besitzt der Verband einen Spenderkreis aus Privatpersonen, der seine Arbeit unterstützt.